# 神鍋火山群

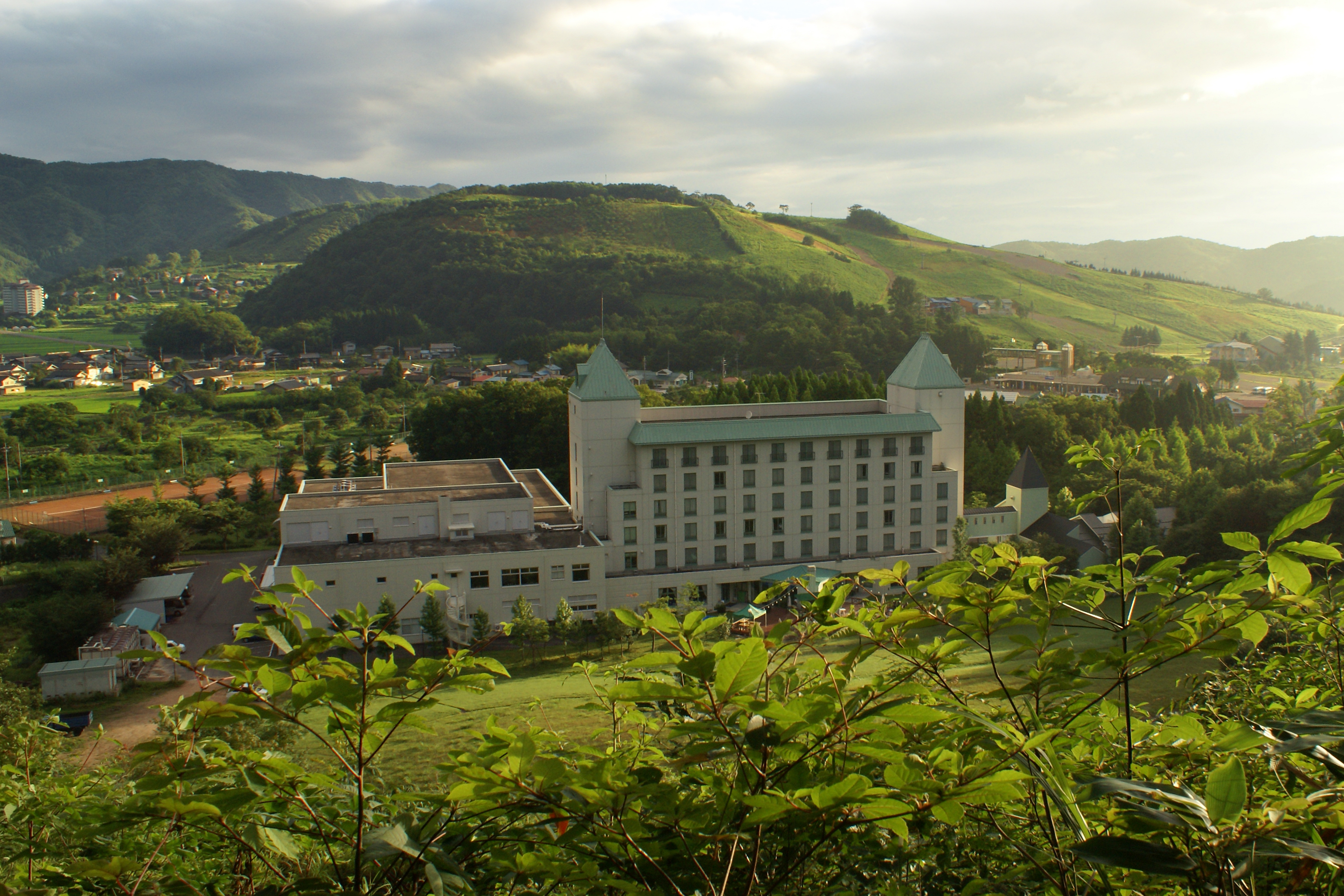
神鍋スコリア丘（中央）

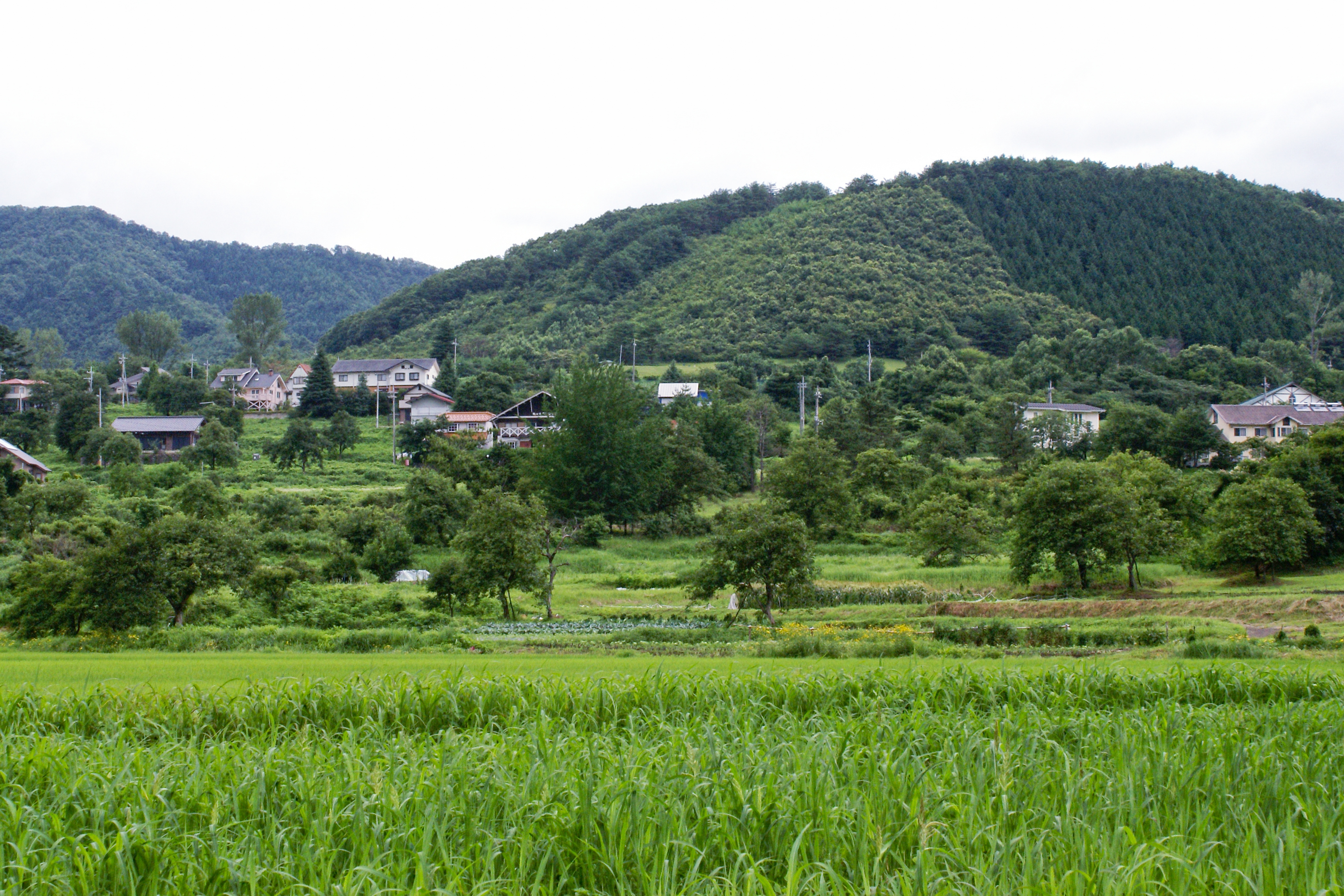
大机スコリア丘

神鍋火山群（かんなべかざんぐん）は、兵庫県豊岡市の西端部にある火山群である。稲葉川沿いに並ぶ7つの単成火山から構成され、北但馬単成火山群の一部でもある。
玄武岩質であり、活動時期は、西気火山のみが約70万年前で、それ以外は約20万年前以降。最新の神鍋山は2万ないし1万年前。

## 構成火山
- 神鍋（かんなべ） - スコリア丘（北緯35度30分25秒 東経134度40分30秒 / 北緯35.50694度 東経134.67500度）

神鍋溶岩流が東に10km、山陰本線江原駅と国府駅の中間あたりまで達している（北緯35度29分22.3秒 東経134度47分7.2秒 / 北緯35.489528度 東経134.785333度）。
- 西気（にしき）（北緯35度30分41秒 東経134度39分45秒 / 北緯35.51139度 東経134.66250度）

同火山群の内で最も開析が進んでおり、また元々整った形状のスコリア丘を形成しなかったと考えられている。
- 大机（おおつくえ） - スコリア丘（北緯35度30分48秒 東経134度40分24秒 / 北緯35.51333度 東経134.67333度）
- 太田（ただ） - スコリア丘（北緯35度30分5秒 東経134度40分54秒 / 北緯35.50139度 東経134.68167度）

太田火山あるいは神鍋火山の溶岩流のため、スコリア丘が約80%崩壊したものと推定されている。
- 清滝（きよたき） - スコリア丘

山頂は神鍋溶岩に覆われている。地形図上では明瞭ではない。
- ブリ - スコリア丘（北緯35度29分42秒 東経134度41分45秒 / 北緯35.49500度 東経134.69583度）
- 山宮（やまのみや） - スコリア丘（北緯35度29分54.5秒 東経134度41分53.2秒 / 北緯35.498472度 東経134.698111度）

後に崩壊し馬蹄形凹地となった。地形図上では明瞭ではない。